# Nachal Kama
Nachal Kama (hebrejsky: נחל קמה) je vádí v Dolní Galileji, v severním Izraeli.
Začíná v nadmořské výšce okolo 200 metrů u města Kafr Kama. Směřuje pak k jihu mírně se zahlubujícím odlesněným údolím, jehož okolí je zemědělsky využíváno. Z východu míjí obec Šadmot Dvora, ze západu Kfar Kisch. Jižně od ní ústí zleva do vádí Nachal Tavor. Vádí je turisticky využíváno pro pěší a cyklistické trasy. Z hlediska ochrany přírody a krajiny je součástí širšího celku povodí Nachal Tavor s ekosystémy vodních toků, pásů zeleně a turistickým potenciálem.